# Шапур (царь Армении)
Шапур (арм. Շապուհ) — царь Армении с 415 до 420 гг. Был сыном Сасанида Йездигерда I. После смерти армянского царя из династии Аршакидов Хосрова IV был назначен правителем Армении. В кругах армянской знати и нахараров не пользовался особым авторитетом, нередко конфликтовал с ними. В 419 году срочно отправился в Ктесифон, чтобы занять трон умирающего отца, однако там же был убит. После смерти Шапура в Армении началось восстание во главе с Нерсесом Чичракеци, которое продолжалось около трёх лет и привело страну к полному хаосу и безвластию. С приходом к власти в Иране Бахрама V царём Армении был назначен Арташес IV (422 г.).